# 岡野勇樹
岡野 勇樹（おかの ゆうき）は、株式会社カプコンのゲームクリエイターである。
現在はスマートフォンアプリ『モンスターハンター エクスプロア』（以下MHXR）のシニアディレクターであり、『TEPPEN』のディレクターも兼任している。

## 人物
元はコンシューマーゲーム開発の出身で、2013年からMHXRの前身にあたる「スマート」の開発に携わる。MHXRでは、ゲームの方針検討や開発全体の統括を行う。
2017年12月より、同タイトルのシニアディレクターに就任。
それと並行し、カプコンの辻󠄀本良三、井上真一からの指示により、2017年夏頃よりTEPPENの企画に携わり、ディレクターに就任する。

## 主な関連作品
- モンスターハンター エクスプロア（iOS、2015年9月29日 / Android、2015年9月3日）
- TEPPEN（iOS / Android、2019年8月8日）※北米・欧州へは 2019年7月4日に先行配信[5]